# Даніель Варела де Піна
Даніель Варела де Піна (порт. Daniel Varela de Pina; 7 серпня 1996) — боксер з Кабо-Верде, призер Олімпійських ігор.

## Аматорська кар'єра
На Олімпійських іграх 2020 програв у першому бою Шахобідіну Зоїрову (Узбекистан).
На чемпіонаті світу 2023 програв Джабалі Бріді (Барбадос).
На Олімпійських іграх 2024 завоював бронзову медаль.
- В 1/8 фіналу переміг Тітісан Панмод (Таїланд) — 5-1
- У чвертьфіналі переміг Патріка Чіньємба (Замбія) — 5-0
- У півфіналі програв Хасанбою Дусматову (Узбекистан) — 0-5